# Schleswig-Holsteinische Armee

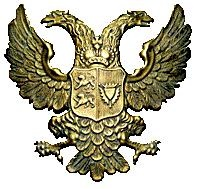
Wappen der Schleswig-Holsteinischen Armee

Die Schleswig-Holsteinische Armee entstand zur Zeit der Schleswig-Holsteinischen Erhebung gegen Dänemark. Ihre Gründung markiert den demokratischen und nationalliberalen Aufbruch in den Herzogtümern Schleswig und Holstein. Mit den verbündeten Preußen und dem Deutschen Bund verloren die Schleswig-Holsteiner den Dreijährigen Krieg (1848–1851), wie er in Dänemark bezeichnet wird.

## Geschichte

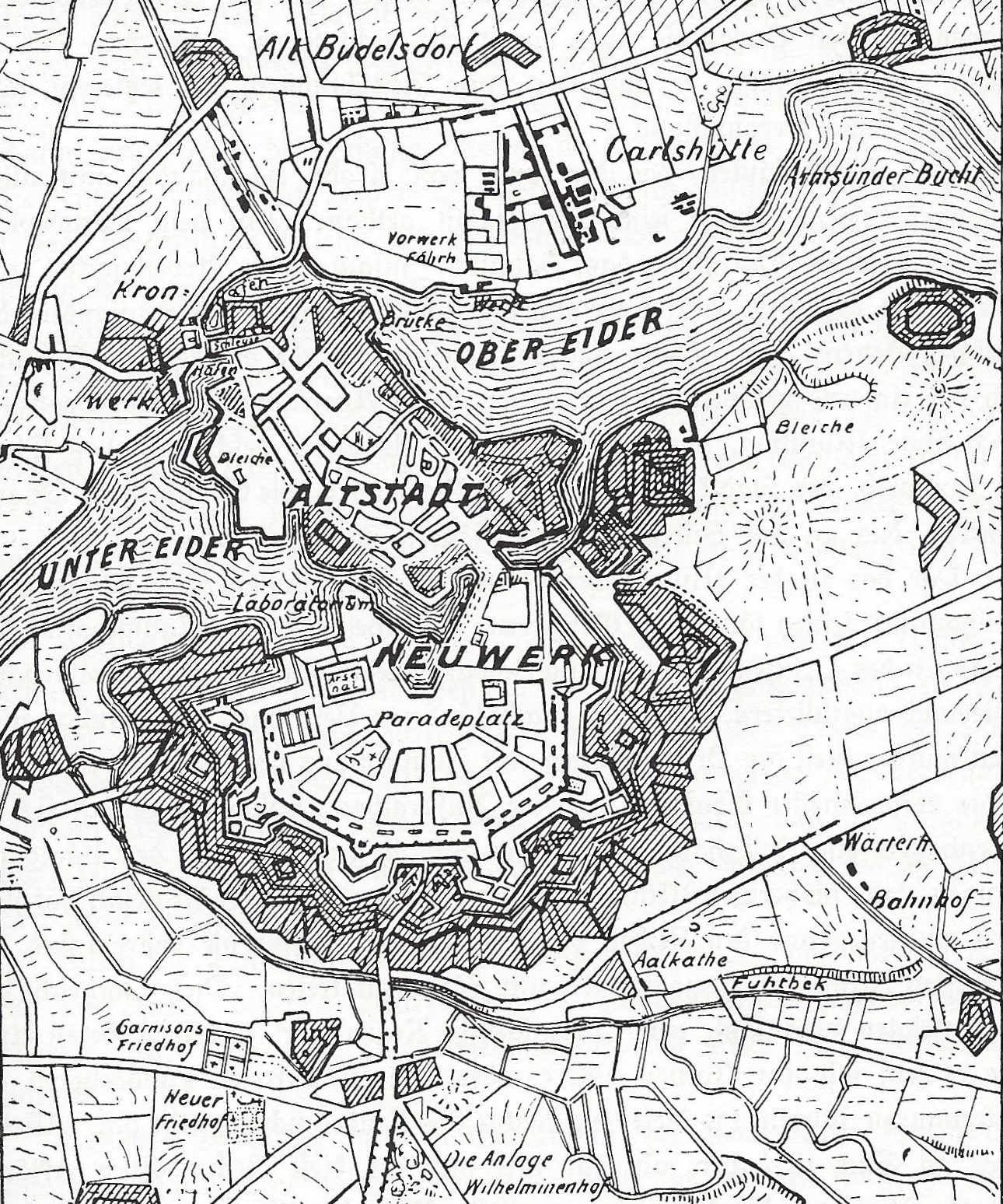
Festung Rendsburg (1848)

Nachdem Christian VIII. im Januar 1848 gestorben war, proklamierte sein Nachfolger Friedrich VII. den Entwurf einer Gesamtverfassung für Dänemark und die Herzogtümer. Als Metternich bei der Revolution von 1848/49 im Kaisertum Österreich gestürzt war und es auch in Berlin zu Unruhen kam, brach am 21. März 1848 in Kopenhagen die Märzrevolution aus, infolgedessen am 22. März 1848 die erste bürgerliche Regierung (Märzministerium) gebildet wurde. Die deutsch geprägte schleswig-holsteinische Bewegung fürchtete die vollständige Einverleibung des Herzogtums Schleswig in das Königreich Dänemark und bildete am 24. März 1848 in Kiel die Provisorische Regierung (Schleswig-Holstein). Beide Regierungen waren von einem Dualismus aus (national-)liberalen und konservativen Kräften geprägt. Während die deutsche Seite den Zusammenschluss der Herzogtümer und den Anschluss an den Deutschen Bund (bzw. einen zu schaffenden deutschen Nationalstaat) forderte, forderten dänische Nationalliberale den Zusammenschluss Schleswigs mit Dänemark (unter Aufgabe Holsteins). Daneben gab es auf dänischer Seite noch konservative Befürworter des Dänischen Gesamtstaates. Bis dahin war Holstein ein Mitgliedsstaat des Deutschen Bundes und Schleswig als dänisches Lehen in (einmaliger) Personalunion mit dem König von Dänemark verbunden.
Am selben Tag, an dem in Kiel die deutsch-gesinnte Provisorische Regierung ausgerufen wurde, überrumpelten bewaffnete Truppen, darunter die freiwillige Bürgerwehr, Studenten und Turner, die dänische Festung Rendsburg. Das Corps Holsatia spielte dabei eine führende Rolle. Als einziger Militärfachmann war Friedrich Emil August von Schleswig-Holstein-Sonderburg-Augustenburg, der Prinz zu Noer, bereit, den Oberbefehl über die neu zu bildende Truppen zu übernehmen. Aus übergetretenen Armeeteilen des dänischen Heeres und eingezogenen Militärpflichtigen, aus Freischaren und Revolutionären musste er ein Volksheer mit landesfremden Berufsoffizieren schaffen, das auch bei einer Niederlage einsatzfähig bleiben konnte. Der Mangel an Offizieren war ein Problem bis zum Ende der Erhebung. Generalstabsärzte der Armee waren Bernhard von Langenbeck und danach Louis Stromeyer.

### Volksheer

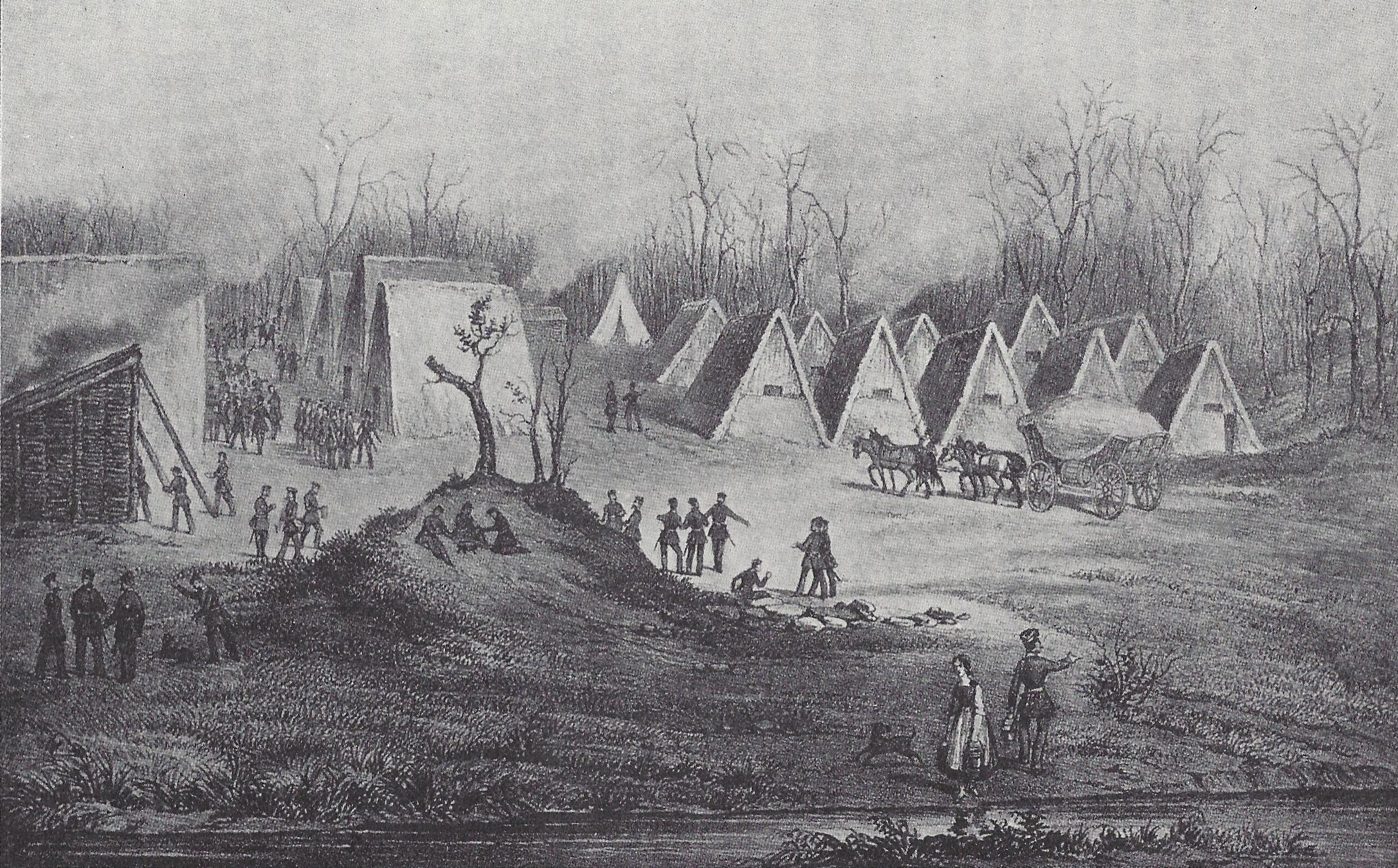
Zeltlager der Schleswig-Holsteiner (1848)

Die Zahl der übergetretenen dänischen Truppen belief sich bei Kriegsbeginn auf etwa 2.500 Mann. Es waren im Wesentlichen das 14. bis 17. Linien-Bataillon, das 4. und 5. Jäger-Corps, das 1. und 2. Dragoner-Regiment sowie das 2. Artillerieregiment und einige technische Truppen (Pioniere und Pontoniere). Nach drei Wochen waren es 8.900 Mann.
Um die Streitkräfte durch Freiwillige zu verstärken, rief die Provisorische Regierung am 27. März 1848 zur Bildung von Freikorps auf. Die Führer der schließlich vier Freikorps waren von Krogh, Graf Kuno zu Rantzau-Breitenburg, von Wasmer und Major von der Tann. Der regulären Armee und den preußischen Offizieren ein Dorn im Auge, wurden die Freikorps nach einer „verpreußenden“ Neuorganisation bereits im Juli 1848 aufgelöst; im Feldzug von 1849 gab es aber wieder ein Freiwilligen-Scharfschützen-Korps.
Mit dem Staatsgrundgesetz vom September 1848 wurde die allgemeine Wehrpflicht eingeführt. Ausgenommen waren lediglich Studenten und Angehörige geistlicher Berufe. Nach preußischem Vorbild existierte für vorgebildete Rekruten, die Offizieranwärter werden wollten, die Möglichkeit, als Einjährig-Freiwillige eingestellt zu werden.
Am Ende der Erhebung hatte die Schleswig-Holstein-Armee eine Gesamtstärke von 860 Offizieren und 43.288 Mann. Sie umfasste 15 Infanterie-Bataillone, 5 Jäger-Korps, 2 Dragoner-Regimenter, eine Artillerie-Brigade, Pioniere und andere Truppenteile.
Auch die schleswig-holsteinische Marine wurde neu organisiert; mit der dänischen konnte sie aber nicht konkurrieren. Das Kanonenboot Nr. 1 Von der Tann war eines der weltweit ersten Schiffe mit Dampfschraubenantrieb. Wilhelm Bauers Kieler Brandtaucher war das erste deutsche U-Boot.

### Entwicklung und Ende

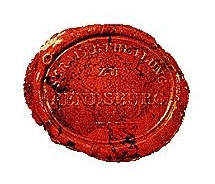
Truppenstempel Rendsburg (1848)

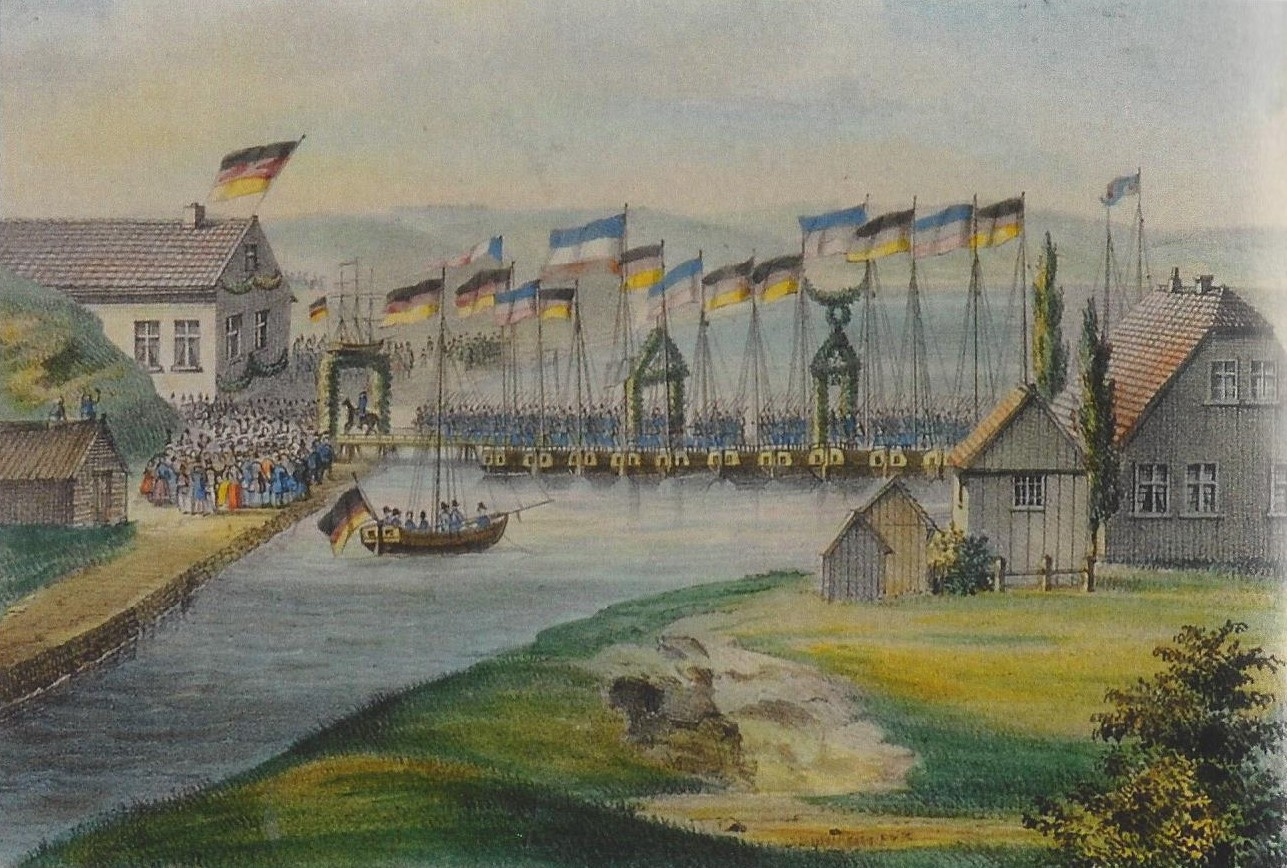
Rückmarsch der Schleswig-Holsteinischen Truppen (1849)

Am Tag nach ihrer Bildung, am 25. März 1848, wurde der Sitz der Provisorischen Regierung von Kiel nach Rendsburg verlegt. Sechs Tage später bot sie den Dänen in Nordschleswig eine Abstimmung über ihre Staatszugehörigkeit an. Am 9. April 1848 wurde die Schleswig-Holstein-Armee bei Bau geschlagen. Der Niederlage folgte die Osterschlacht bei Schleswig am 23. April 1848, die mit dem Rückzug der Dänen endete. Nachdem sächsische und bayerische Bundestruppen die Düppeler Schanzen eingenommen hatten, überschritt die Schleswig-Holstein-Armee am 20. April 1849 die Grenze nach Jütland und nahm Kolding ein. Die Festung Fredericia wurde am 3. Mai 1848 kampflos besetzt. In der Folgezeit kam es zu zahlreichen Kämpfen auf dem Sundewitt und um Düppel.
Den auf sieben Monate begrenzten Waffenstillstand von Malmö nutzte man zur umfassenden Verstärkung von Armee und Marine. Am Tag nach seinem Ende, am 28. März 1849, wurde in Frankfurt am Main die Paulskirchenverfassung verabschiedet. Eine Woche später siegten die Schleswig-Holsteiner im Gefecht bei Eckernförde.
Am 6. Juli 1849 gelang den Dänen der Ausfall aus der Festung Fredericia; die Schleswig-Holstein-Armee wurde zurückgeschlagen. Während die deutschen Bundestruppen den Rückmarsch aus Schleswig-Holstein antraten, blieb die Schleswig-Holstein-Armee an der Eider-Linie stehen. Anfang September 1849 bezog sie ihre Unterbringungsorte im Herzogtum Holstein.
Am 8. April 1850 wurde der preußische Generalleutnant a. D. Karl Wilhelm von Willisen Oberbefehlshaber der Schleswig-Holstein-Armee. Nachdem Preußen das Herzogtum Schleswig und das Herzogtum Holstein im Frieden von Berlin (1850) preisgegeben hatte, überschritt die am 1. Juli 1850 mobilgemachte Armee am 13. Juli 1850 die Eidergrenze zu Schleswig. Nach der verlorenen Schlacht bei Idstedt zusammengebrochen, hatte sie weiteres Unglück hinzunehmen: Die Explosion ihres Laboratoriums in Rendsburg forderte 122 Tote. Die Dänen nahmen Friedrichstadt und Tönning ein. Das Gefecht bei Missunde war erfolglos, die Belagerung, Beschießung und Bestürmung Friedrichstadts vergeblich. Beim Untergang des Kanonenboots Nr. 8 „Nübbel“ in der Elbe ertranken 42 Mann, das Gemeinschaftsgrab befindet sich auf dem Friedhof von Kronprinzenkoog. Der Brandtaucher sank im Kieler Hafen. Und schließlich verzichtete Preußen im Vertrag von Olmütz auf seine Pläne zur Einigung Deutschlands.
So reichte Generalleutnant v. Willisen am 7. Dezember 1850 seinen Abschied als Oberkommandierender der Schleswig-Holstein-Armee ein. Sein Nachfolger wurde Generalmajor Ulrich von der Horst. Nach dem vergeblichen Kampf um Rendsburg wurde die Schleswig-Holstein-Armee am 31. März 1851 aufgelöst, das Bundeskontingent des Herzogtums Holstein in die dänische Armee eingegliedert. An Kriegsgerät wurden den Dänen am Ende der Erhebung unter anderem 527 Festungsgeschütze, 118 Feldgeschütze, 54.810 Gewehre, Karabiner und Pistolen, 42.660 Säbel sowie sämtliche Fuhrwerke und Kriegsschiffe übergeben, die zum Teil im Deutsch-Dänischen Krieg von 1864 benutzt wurden.

### Uniformen
Nachdem anfangs gefärbte dänische Uniformen getragen worden waren, wurde eine Uniform nach preußischem Muster eingeführt. Die Mehrheit der Truppen trug jedoch bis September 1848 die alten dänischen Uniformen, wobei alle Soldaten zur Unterscheidung vom dänischen Gegner eine weiße Binde am linken Arm zu tragen hatten. Die Linieninfanterie trug – um die typische dänische rote Uniformfarbe zu vermeiden – die kürzer geschnittenen hellblauen Arbeitsjacken. Ab Herbst 1848 galt dann: Die Röcke der Linieninfanterie, Artillerie, Pioniere, der Traintruppe, Intendantur, Militärärzte, Auditeure und des Generalstabes waren dunkelblau, die Jäger trugen dunkelgrüne, die Dragoner hellblaue Röcke. Die Hosen waren hellblau mit roter Paspel, außer bei den Jägern, die dunkelgraue Hosen mit ebensolcher Paspel trugen. Als Kopfbedeckung waren Lederhelme (Pickelhauben) und schirmlose Feldmützen üblich. Dragoner trugen einen Stahlhelm genannten Kürassierhelm mit Spitze, die Jäger einen Filztschako mit Rossschweif. Die Dienstgradabzeichen (Epauletts bei den Offizieren, Kragen- und Ärmelstreifen bei Unteroffizieren) richteten sich nach preußischem Vorbild. Die Dekoration aller Kopfbedeckungen war der gesamtdeutsche Doppeladler mit dem Wappen Schleswig-Holsteins auf der Brust.
Als Kokarden wurden ab dem 7. September 1848 links das Blau-Weiß-Rot für Schleswig-Holstein, rechts Schwarz-Rot-Gold getragen. (Am 9. März 1848 hatte der Bundestag diese Farben beschlossen, später auch die Frankfurter Nationalversammlung per Reichsgesetz.) Alle Offiziere trugen als Feldzeichen silberne Schärpen, in die schleswig-holsteinische Farben eingewirkt waren. Als Truppenfahnen wurden nur die schleswig-holsteinischen und die deutschen mitgeführt. Die Schleswig-Holstein-Armee galt in mancher Hinsicht als vorbildlich, zum Beispiel im Sanitätsdienst und in der Logistiktruppe.

### Bewaffnung

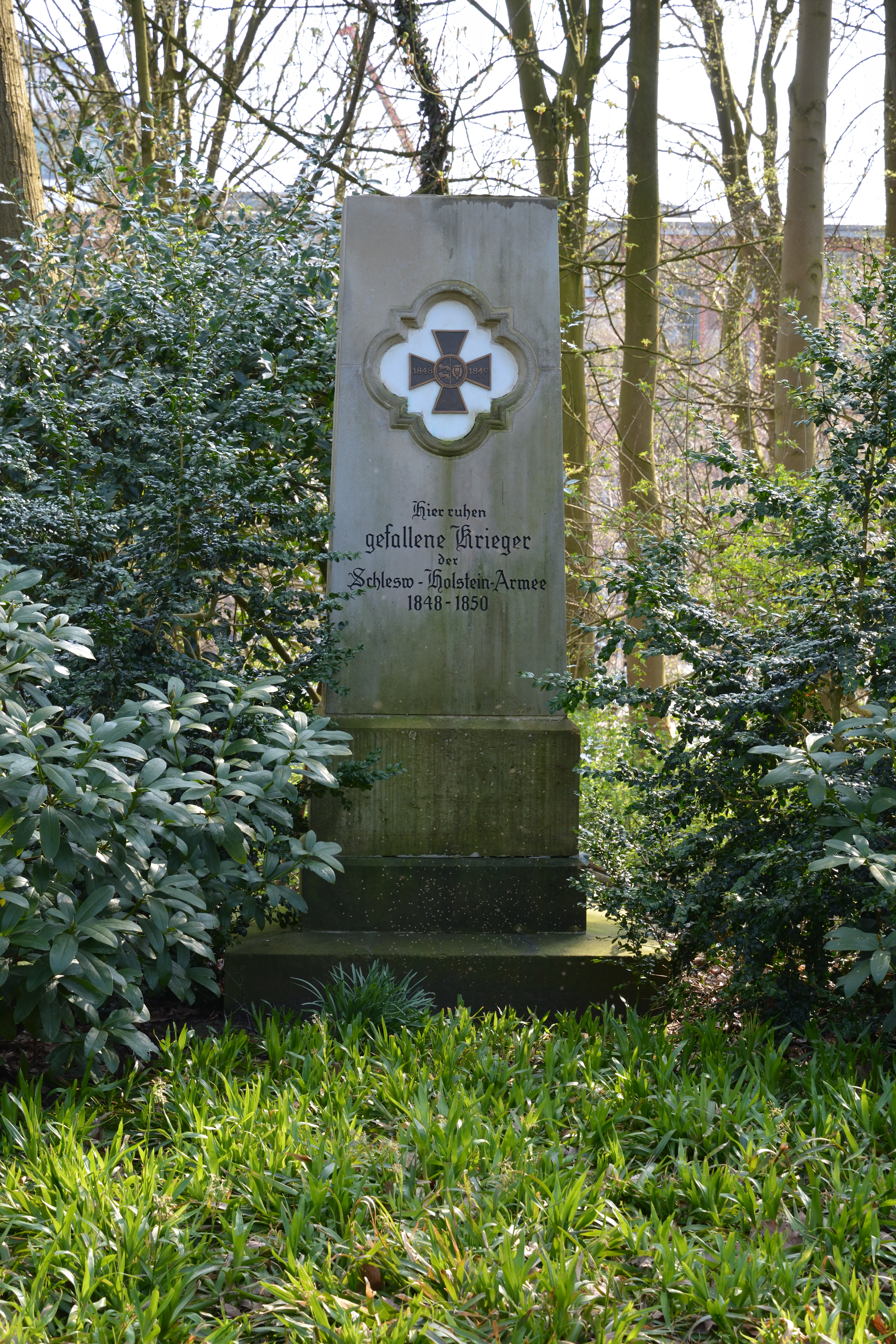
Ehrenmal auf dem Nordfriedhof (Kiel)

Der Krieg von 1848 bis 1851 fand vor dem Hintergrund genereller waffentechnischer Neuerungen statt. Dabei entwickelte sich die Artillerie ebenso weiter wie die Handfeuerwaffen: Ab 1840 begann man mit der allgemeinen Einführung von Perkussionszündungsmechanismen anstelle der Feuersteinschlösser und experimentierte mit gezogenen Läufen, neuen Geschossen (Minié-Geschosse) und dem sogenannten Thouvenischen System. Bei letzterem sorgt ein am Laufende angebrachter Dorn für die Stauchung des Geschosses in die Züge des Laufes. Die schleswig-holsteinische Armee verwendete Infanteriegewehre, Jägerbüchsen und Karabiner aus alten dänischen (Musketen 1822 und 1828) und preußischen Beständen (Model 1809 U/M und 1839) und kaufte sogenannte Dornbüchsen (Thouvenin-Gewehre) in Lüttich und Suhl. Die Mehrzahl der Blankwaffen kam aus alten dänischen Beständen oder aus den Waffenfabriken in Solingen.
An Artillerie stand der schleswig-holsteinischen Armee zunächst nur das in der Festung Rendsburg vorgefundene Material zur Verfügung. Hier bildeten die 6-, 12- und 24-pfündigen Kugel- und Bombenkanonen des Modells 1834 aus der dänischen Armee die Bewaffnungsgrundlage während des gesamten Krieges. Zur Jahreswende 1850/51 experimentierte die Artillerie auch mit der Aufstellung einer Raketenbatterie vom Typ Congreve.
Obwohl es in Rendsburg ein Arsenal, ein Zeughauslaboratorium und mit der Carlshütte auch eine moderne Eisengießerei gab, stellten die Schleswig-Holsteiner während des Krieges selbst keine Waffen her, außer einigen wenigen Handmörsern und Kanonenbooten (mit Riemen und Segel ausgerüstete Kriegsschaluppen). Alle Waffen mussten also eingeführt werden.

### Ausstellung 2012
Zur Geschichte der Erhebung, des Krieges und der schleswig-holsteinischen Armee kuratierte die Schleswig-Holsteinische Landesbibliothek mit Jens Ahlers und Jan Schlürmann 2012 eine Doppelausstellung in Kiel und Rendsburg.